# Sunday Adelaja
Sunday Adelaja (ur. 28 maja 1967 roku w Idomila Ijebu-Ode w stanie Ogun) – pochodzący z Nigerii założyciel i pastor największego w Europie, charyzmatycznego zboru Ambasada Boża w Kijowie na Ukrainie. Ożenił się z Nigeryjką studiującą – podobnie jak on – w ZSRR, mają troje dzieci.

## Wczesne życie i edukacja
Sunday Sunkanmi Adelaja urodził się w 1967 roku w wiosce Idomila Ijebu-Ode w Nigerii. Chrześcijaninem został w marcu 1986 roku. Studiował dziennikarstwo na Białoruskim Uniwersytecie Państwowym w Mińsku, w czasach Białoruskiej SRR, które ukończył w 1993 roku. Podczas studiów fascynował go ruch charyzmatyczny, zwłaszcza pastor z Rygi i charyzmatyczny lider Aleksiej Lediajew, do którego zboru często jeździł. Próbował w tym czasie założyć zbór w Mińsku, lecz bezskutecznie.

## Działalność w Kijowie
W 1994 roku przeniósł się do Kijowa na Ukrainie i założył tam zbór, który wtedy nosił nazwę „Słowo Wiary”. Już po siedmiu latach swego istnienia, zbór osiągnął 15 tysięcy wyznawców i stał się trzecim wielkim ewangelikalnym zborem w Europie (mega-zbór). Dzisiaj liczy ok. 30 tysięcy i jest największym zborem w Europie.
Ambasada Boża i Adelaja zaznawali wiele przeszkód ze strony władzy w czasach, gdy prezydentem był Łeonid Kuczma. Sunday Adelaja zaangażował się w pomarańczową rewolucję, popierał Juszczenkę, w wyborach roku 2010 poparł jednak Janukowycza.
W maju 2009 został „twarzą Kijowa roku 2009”. W październiku 2010, dziennik Kyiv Post uznał Sunday Adelaja za jednego z najbardziej wpływowych obcokrajowców na Ukrainie w roku 2010 i umieścił go na pozycji 16-tej (The Most Influential Expats 2010).
Procesy, zaangażowanie w politykę oraz afera finansowa King’s Capital spowodowały odejście ze zboru większości wyznawców.

## Misja zewnętrzna
Obecnie zbory Sundaya Adelai działają nie tylko na Ukrainie, ale i w różnych krajach świata (w USA działa 13 zborów). Zbory te zakładane są często przez absolwentów założonej przez niego i działającej przy zborze szkoły „Iisus Nawin”. Kilkakrotnie gościł w Polsce. Zbór w Amsterdamie liczy 18 tysięcy wyznawców. Jego związek religijny posiada też 700 filii zborów w 45 krajach.
W 2006 roku zabroniono mu wjazdu do Rosji, co sam Adelaja wyjaśnił swoim zaangażowaniem w pomarańczową rewolucję. 23 kwietnia 2007 roku Sunday Adelaja otworzył modlitwą posiedzenie Senatu USA. 23 sierpnia 2007 jako pierwszy pastor przemawiał w głównej sali ONZ oraz spotkał się z sekretarzem generalnym ONZ.

## Procesy
Członkowie zboru oraz Sunday inwestowali pieniądze w firmie King’s Capital, prowadzonej przez członków zboru. Sunday zachęcał wszystkich do inwestowania w firmę: „Jeśli chcesz być bogatym, inwestuj pieniądze... w King’s Capital”. W listopadzie 2008 firma zaczęła przynosić straty, a kiedy ludzie zaczęli domagać się zwrotu zainwestowanych pieniędzy, okazało się, że zostały one zdefraudowane. Policja aresztowała Aleksandra Bandurczenko, jednego z szefów firmy.
5 lutego 2009 Sunday został oskarżony o współudział w defraudacji. 12 października 2009 roku prowadzący śledztwo zakwestionowali współudział Sundaya w defraudacji; tym niemniej 14 października 2009 minister od spraw wewnętrznych Jurij Łucenko podczas konferencji prasowej oświadczył, że w okresie od października 2006 do maja 2008 roku Sunday oraz inni sprzeniewierzyli 1,5 miliona UAH, większa część tej sumy miała pochodzić od członków zboru. Inne źródła mówią nawet o 100 milionach hrywien.
Jest to już 23. postępowanie sądowe przeciwko niemu od chwili założenia zboru, wciąż nierozstrzygnięte; 22 poprzednie sprawy zakończyły się dla Sundaya Adelai wyrokiem uniewinniającym. Sunday oświadczył, że oskarżenie go o współudział miało polityczne podłoże, a niepowodzenia firmy są wynikiem raczej kryzysu finansowego, jaki miał miejsce na Ukrainie w latach 2008-2009, oraz nieudolnego zarządzania firmą, niż sprzeniewierzenia pieniędzy. W maju 2011 Sunday jako jedyny z oskarżonych oświadczył, że nie chce zapoznawać się z materiałami toczonego śledztwa.

## Krytyka
Środowiska ewangelikalne (baptyści, zielonoświątkowcy) od samego początku były krytycznie usposobione do Sundaya. Zielonoświątkowe pismo „Błahowistnik” co jaki czas zamieszcza artykuły krytycznie oceniający jego działalność. Zarzuca się Sundayowi niezgodność jego nauczania ze wskazaniami Pisma Świętego, wprowadzenie kultu własnej osoby, miłość pieniędzy, a także rozbudzanie nacjonalizmu ukraińskiego (jego zdaniem tylko nacjonalizm może uratować Ukrainę, która w przeciwnym razie zostanie rozebrana pomiędzy Rosję i Polskę). W jego posłudze raz po raz pojawiają się akcenty antyrosyjskie. 16 grudnia 2008 odbyła się konferencja z udziałem przedstawicieli ewangelikalnych kościołów, na którą osobiście zaproszono Sundaya w celu wyjaśnienia wszelkich niejasności. Zarzucono Sundayowi autoreklamę, kult swojej jednostki, rzucanie klątw na tych, którzy mają odmienne zdanie, i zażądano pokuty. Sunday przyznał się do popełniania błędów, co nie wystarczyło, bowiem uznano, że samo przyznanie się do błędów nie wystarcza na pokutę. Zażądano odeń by zostawił swoją służbę.
Również środowiska charyzmatyczne dystansują się od niego. Jedynie dwa mega-zbory, założone przez misje zagraniczne - „Pobieda” oraz „Hilsong Church”, prowadzone przez Henry’ego Madavę oraz Eugeniusza Kasewicza - w dalszym ciągu utrzymują z nim kontakt.
Dmitrij Rozet z rosyjskiego Centrum Badań Apologetycznych zarzucił mu, że w swoich naukach tylko pozornie opiera się na Biblii.
Niezależnie od tego, Sunday w dalszym ciągu cieszy się wielką popularnością i powodzeniem zarówno na Ukrainie jak i poza jej granicami. 23 lutego 2009 roku tygodnik Time opublikował artykuł „How the World Heals”, w którym omawia m.in. nabożeństwa uzdrowieniowe zboru Sundaya.
Pozytywne aspekty nauczania Sundaya podkreślił również baptystyczny biskup Witalij Wozniuk.
Były członek zboru Sundaya, Władimir Żukotanskij, nazwał jego organizację finansową piramidą.